# Leptochiton curvatus
Leptochiton curvatus är en blötdjursart som först beskrevs av Carpenter MS, Pilsbry 1892.  Leptochiton curvatus ingår i släktet Leptochiton och familjen Leptochitonidae. Inga underarter finns listade i Catalogue of Life.